# الجامعة العثمانية
جامعة عثمانية هي جامعة تقع في حيدر آباد بالهند، أسّست سنة 1918 م. سميت بجامعة عثمانية نسبة إلى مؤسسها النواب مير عثمان علي خان.
تعتمد الجامعة اللغة الإنكليزية بالدرجة الأولى، إلى جانب الاردية والهندية.

## الأقسام
| كلية الآداب والعلوم الاجتماعية - التاريخ القديم والثقافة وعلم الآثار - عربي - الاتصال والصحافة - اقتصاديات - الإنجليزية - الفرنسية - ألمانية - الهندية - التاريخ - الدراسات الإسلامية - الكانادا - علوم المكتبات والمعلومات - اللغويات - المهاراتية - اللغة الفارسية - الفلسفة - العلوم السياسية - علم النفس - الإدارة العامة - الروسية - السنسكريتية - علم الاجتماع - التاميل - التيلجو - الأردية فنون المسرح كلية التجارة وإدارة الأعمال - التجارة - إدارة أعمال كلية الهندسة - الهندسة الطبية الحيوية - هندسة مدنية - علوم الكومبيوتر والهندسة - هندسة الإلكترونيات والاتصالات - هندسة الالكترونيات والكهرباء - هندسة ميكانيكي - هندسة السيارات - هندسة الإنتاج | كلية الحقوق - قانون كلية العلوم - الفلك - الكيمياء الحيوية - التكنولوجيا الحيوية - علم النبات - علوم الكمبيوتر - كيمياء - علوم بيئية - علم الطب الشرعي علم الوراثة - الجيوكيمياء - جغرافية - المعلومات الجغرافية - جيولوجيا - الجيوفيزياء - الرياضيات - علم الإحياء المجهري - علوم فيزيائية - الإحصاء - علم الحيوان كلية تكنولوجيا - هندسة كيميائية - التكنولوجيا الكيميائية - علوم وتكنولوجيا المواد - هندسة الكيمياء الحيوية - التكنولوجيا الحيوية - تكنولوجيا الغزل والنسيج - تقنية غذائية - صيدلة معهد الدراسات المتقدمة في التعليم - تعليم |

## وصلات خارجية
- موقع جامعة عثمانية الرسمي